# Rana amurensis
La Rana amurensis (Boulenger, 1866) è un anfibio del genere Rana, diffuso in Asia centro-orientale.

## Descrizione
Il suo areale comprende buona parte della Siberia e della Russia orientale, la Mongolia e la Cina nord-orientale (Heilongjiang, Jilin, Liaoning, Mongolia interna e forse anche Shaanxi)
La specie è presente nelle foreste di conifere e di latifoglie, nella tundra e nella steppa. Predilige i luoghi aperti e umidi come le radure delle foreste, le aree paludose e le pianure alluvionali.

## Biologia
È un animale solitario ma viste le grandi capacità sessuali , solitamente si creano gruppi di 700-800 esemplari.
Si ciba prettamente di insetti e vermi, di alcuni minuscoli pesci d'acqua dolce, e di altre specie di insetti da acqua; gli esemplari più grandi mangiano anche lucertole (se già morte), e non rari sono i casi di cannibalismo.
Si tratta di un animale notturno che durante il giorno riposa sulle edere, spostandosi tra l'acqua, l'ombra e il sole al fine di favorire il flusso sanguigno tipico degli anfibi e degli animali a sangue freddo.

## Distribuzione e habitat
Il suo areale comprende buona parte della Siberia e della Russia orientale, la Mongolia e la Cina nord-orientale (Heilongjiang, Jilin, Liaoning, Mongolia interna e forse anche Shaanxi)
La specie è presente nelle foreste di conifere e di latifoglie, nella tundra e nella steppa. Predilige i luoghi aperti e umidi come le radure delle foreste, le aree paludose e le pianure alluvionali.